# Зграда на Тргу народних хероја бр. 4 у Сремској Митровици
Зграда на Тргу народних хероја бр. 4 се налази у Сремској Митровици. Саграђена је у 18. веку и представља непокретно културно добро као споменик културе Србије.  

## Опште информације
Подигнута је у 18. веку као приземна зграда. Налази се на Тргу народних хероја 4 у Сремској Митровици. Познијим дозиђивањем изменила је свој ранији изглед, али како она чува своју првобитну основу. Једноспратна је грађевина изграђена у низу на регулационој линији. У њој се налазе археолошка поставка Музеја Срема, лабораторије, депои и канцеларије. Основа је у облику ромба коме недостаје југозападни угао. Са јужне стране, лево од ајнфорта, дограђен је ниши спратни објекат са по два одељења у свакој етажи. Зидови су масивни, грађени од опеке у продушном малтеру. Зграда има два подрума смештена лево и десно од ајнфорта. Оба су полуобличасто засведена. Приземље је засведено зарубљеним сводовима а над просторијама спрата простире се архитравна конструкција од дрвета. Кров главног објекта је троводан, покривен бибер црепом.
Приземље и спрат повезани су двокраким каменим степеништем. Све фасаде су глатко омалтерисане осим уличне, северне. Ризалит на овој фасади је постављен асиметрично. Цела фасада има наглашену вертикалну поделу у малтеру. По хоризонтали фасада је рашчлањена соклом, профилисаним поткровним венцем и равним кордонским венцем у ризалиту пресеченим пиластрима са јонским капителима. У приземљу, у средини ризалита налази се двокрилна дрвена касетирана капија са сегментним надсветлом зракасто рашчлањеним. Приземље има укупно пет а спрат седам прозора. Сви су једнаки, двокрилни, двоструки, без кутије са двокрилним надсветлом и крилима издељеним у мања окна. У соклу се налазе три подрумска прозора са металним поклопцима. На објекту су неколико пута извођени конзерваторски радови, задњи пут на фасади 1997. године, кров је комплетно урађен 2019. године. У Лапидаријму се чува велика колекција камених споменика старих преко 1500 година, од којих је јединствен Сунчани сат, једина скулптура која приказује митска бића Херкула и Ификла који заједно држе на леђима небески свод.
Уписана је у регистар Завода за заштиту споменика културе Војводине 1999. године.